# The Blue Hearts
The Blue Hearts (ザ・ブルーハーツ, Za Burū Hātsu) est un groupe de punk rock japonais. En 2003, HMV les classe 19e groupe japonais le plus populaire et le plus influent. The Blue Hearts ont souvent été comparés à des groupes tels que  les Sex Pistols, The Clash et les Ramones.
Le groupe fait ses grands débuts en mai 1987, pour se séparer en 1995. Koumoto et Mashima formeront un autre groupe, The High-Lows. Certaines de leurs chansons sont restées très populaires, comme Train-Train ou Linda Linda, retrouvées dans de nombreux karaoké. Ils connaissent un regain d'intérêt dans les pays anglophones à la suite du succès du film Linda Linda Linda dans lequel plusieurs de leurs chansons sont reprises.

## Biographie
Les membres du groupe étaient Hiroto Komoto (chanteur), Masatoshi Mashima (guitariste), Junnosuke Kawaguchi (bassiste), et Tetsuya Kajiwara (batteur). Mikio Shirai n'est pas un membre officiel du groupe, mais tournera avec ce dernier à plusieurs occasions. Formé en 1985, le groupe fait ses débuts en mai 1987, et publie son premier album, l'éponyme The Blue Hearts, qui sera suivi plus tard de sept autres albums. Même s'ils débutent dans un label indépendant, chaque album se vend mieux que ses prédécesseurs, le dernier ayant même dépassé les millions. En 1990, The Blue Hearts publie un EP éponyme aux États-Unis, qu'ils soutiennent lors d'une tournée américaine,.
Hormis leurs albums, le groupe compte aussi deux singles populaires. Ils s'intitulent Train-Train et Linda Linda, retrouvés dans de nombreux karaoké. Une reprise de Linda Linda est utilisée dans les dramas Socrates in Love et Gachi Baka, et dans le film Linda Linda Linda. La chanson apparait aussi dans le jeu vidéo Osu! Tatakae! Oendan, publié sur Nintendo DS en 2005. D'autres chansons comme Train-Train, Owaranai Uta et Hito ni Yasashiku, sont incluses dans les jeux d'arcade Drummania et Guitar Freaks, édités par Konami. La série d'animation The Rolling Girls comprend plusieurs reprises des Blue Hearts  comme celle de Hito ni Yasashiku et Tsuki no Bakugekiki pendant les séquences d'ouverture et de fin. Ils feront aussi la polémique au Japon à cause d'un mot tabou synonyme de « fou ». Le groupe se sépare en 1995.

## Post-séparation

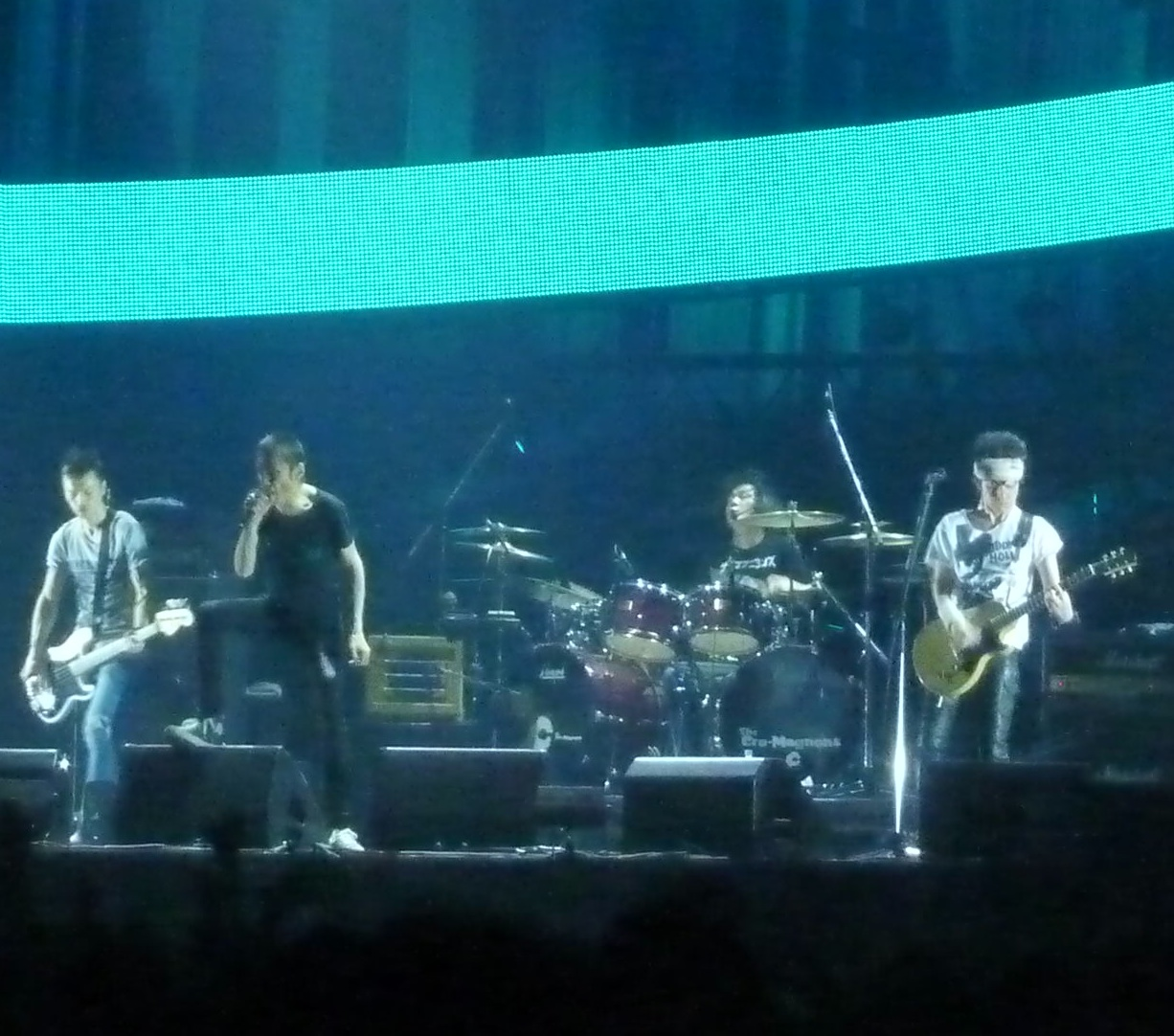
The Cro-Magnons

Après la séparation des Blue Hearts en 1995, Kōmoto, Mashima et Shirai forment un nouveau groupe, The High-Lows. En plus de leurs anciens fans hardcore des Blue Hearts, The High-Lows attirent de nouveaux fans et durent environ dix ans. Après la séparation des High-Lows en 2005, Kōmoto et Mashima forment encore un autre groupe en 2006, cette fois sous le nom de Cro-Magnons. Kawaguchi devient producteur de plusieurs groupes, en 2009. Kajiwara forme les 3Peace en 1997, puis The Big Hip en 2005 avec Shirai, et son projet solo Thunderbeat en 2008.

## Membres

### Derniers membres
- Hiroto Kōmoto – chant, harmonica
- Masatoshi Mashima – guitare, chœurs
- Junnosuke Kawaguchi – basse, chœurs
- Tetsuya Kajiwara – drums
- Mikio Shirai – claviers (support)

### Anciens membres
- Masami Mochizuki (望月正水?) – basse
- Ryūsuke Hanabusa (英竜介?) – basse
- Norio Yamakawa (山川のりを?) – basse

## Discographie

### Albums studio
- 1987 : The Blue Hearts
- 1987 : Young and Pretty
- 1988 : Train-Train
- 1990 : Bust Waste Hip
- 1991 : High Kicks
- 1991 : Blast Off! (uniquement aux États-Unis)[3]
- 1993 : Stick Out
- 1993 : Dug Out
- 1995 : Pan

### Singles
- 1987 : Hitoni Yasashiku (人にやさしく)
- 1987 : Linda Linda (リンダ リンダ)
- 1987 : Kiss Shite Hoshii (キスしてほしい)
- 1988 : Chernobyl (チェルノブイリ)
- 1988 : Blue Hearts Theme (ブルーハーツのテーマ)
- 1988 : Train-Train
- 1989 : Love Letter (ラブレター)
- 1989 : Aozora (青空)
- 1990 : Rose of Passion (情熱の薔薇)
- 1991 : Kubitsuri-dai Kara (首つり台から)
- 1991 : Anoko-ni Touch (あの娘にタッチ)
- 1992 : Too Much Pain
- 1992 : Yume (夢)
- 1993 : Tabibito (旅人)
- 1993 : 1000 no Violin (1000のバイオリン)
- 1993 : Party (パーティー)
- 1993 : Yugure (夕暮れ)

### Compilations et albums live
- 1995 : Meet the Blue Hearts (compilation)
- 1995 : East West Side Story (compilation)
- 1996 : Super Best (compilation)
- 1996 : Live All Sold Out (album live, plusieurs lieux)
- 1997 : Yaon (野音) Live on '94 6.18/19 (album live enregistré à Hibiya Yagai Ongaku-dou)
- 1999 : The Blue Hearts Box (compilation)
- 1999 : Singles 1990-1993(compilation)
- 2010 : All Time Singles ~Super Premium Best~ (compilation)
- 2015 : All Time Memorials ~Super Selected Songs~ (compilation)

## Vidéographie
- The Blue Hearts (1987) VHS
- The Blue Hearts Live! (1987) VHS
- Tour '88 Pretty Pineapple Special (1988) VHS
- Blue Hearts no Video - Video Clip 1987-1989  (ブルーハーツのビデオ) (1990) VHS
- Meet the Blue Hearts U.S.A. Tour 1990 (1990) VHS
- High Kick Tour Video Pamphlet (1991) VHS
- Zen-Nippon East Waste Tour '91 (全日本EAST WASTE TOUR '91) (1991) VHS/DVD
- Blue Hearts no Video 2 - Video Clip 1990-1993 (ブルーハーツのビデオ2)  (1993) VHS/DVD
- The Blue Hearts Dekoboko Chindouchu (ザ・ブルーハーツ凸凹珍道中) (1995) VHS/DVD
- Blue Hearts ga Kikoenai - History of the Blue Hearts (ブルーハーツが聴こえない) (1996) VHS/DVD
- Blue Hearts no Video + Maboroshi no Video Fukkokuban (ブルーハーツのビデオ＋幻のビデオ復刻版) (2004) DVD (Incl. "The Blue Hearts" + "Blue Hearts no Video - Video Clip 1987-1989")
- The Blue Hearts Live! (2004) DVD (Incl. "The Blue Hearts Live!" + "Tour '88 Pretty Pineapple Special")